# Diego Angulo Íñiguez
Diego Angulo Íñiguez   (Valverde del Camino, 18 de juliol de 1901 - Sevilla, 5 d'octubre de 1986) va ser un historiador d'art espanyol, acadèmic de la Reial Acadèmia de la Història.

## Biografia
Des de nen va viure a Sevilla, on va començar la carrera de Dret, que més tard abandonarà per estudiar Filosofia i Lletres a la Universitat de Sevilla. Després d'obtenir el grau de doctorat a Madrid es va traslladar a Berlín per a l'ampliació dels seus estudis, lloc on s'interessa per les arts decoratives i inicia una tesi sobre La orfebrería sevillana, que va concloure a Madrid el 1923.
Al seu retorn a Espanya, el 1922, se li oferí l'oportunitat d'incorporar-se al Museu del Prado com a membre de la "Comissió Catalogadora". S'inicia llavors la seva labor al servei del Museu, que continuarà al llarg de tota la seva vida, a través de diferents càrrecs.
Seguia mantenint la seva vinculació, a través de diferents persones com Manuel Gómez-Moreno, al Centre d'Estudis Històrics que, el 1925, crearà la revista Archivo Español del Arte, en la qual Angulo publicarà els seus primers articles de recerca. En aquest mateix any, va obtenir la càtedra d'Història de l'Art de la Universitat de Granada i, a continuació la d'Art Hispanoamericà en la de Sevilla, ciutat en la qual es desenvoluparia la major part de la seva activitat docent i literària.
A la capital sevillana va ser director del Laboratori d'Art, organisme des del qual va dur a terme una important i decisiva labor en pro de la historiografia artística a Espanya, disciplina que havia estat una miqueta abandonada. Va estudiar-hi també l'arquitectura mudéjar de l'antic regne de Sevilla.
Després d'un llarg període de docència a Sevilla, el 1939, es va traslladar a Madrid després d'aconseguir la càtedra d'Art Modern i Contemporani de la Universitat Complutense. Més tard, el 1942 va ingressar com a membre en la Reial Acadèmia de la Història.
El 1949 es va convertir en el director de la revista Archivo Español del Arte, càrrec que va ocupar fins a la seva jubilació el 1972. Va escriure: una Historia del Arte Hispanoamericano i una Historia del Arte. Va ser ell qui, el 1948, s'adonà que el quadre Las Hilanderas de Velàzques representava en realitat la faula d'Aracne. També és autor del catàleg raonat del pintor Murillo.
A partir de 1953, també desenvoluparà a Madrid una interessant labor investigadora, i de promoció de la recerca, com a director de l'Institut Diego Velázquez del Consell Superior d'Investigacions Científiques (CSIC). Finalment, el 1954 va ingressar en la Reial Acadèmia de Belles Arts de Sant Ferran. Després de gairebé 30 anys com a membre del Patronat del Museu del Prado, el 15 d'agost de 1968 es converteix en el nou director. Però les pressions polítiques el van obligar a dimitir el 1971. Va morir a Sevilla el 1986.

## Obres escrites
Obres de l'autor.
- La orfebrería en Sevilla (1925)
- La escultura en Andalucía (1927)
- Planos de monumentos arquitectónicos de América y Filipinas existentes en el Archivo de Indias de Sevilla (1933)
- Bautista Antonelli. Las fortificaciones americanas del siglo XVI (1942)
- Historia del Arte Hispanoamericano (1945-1950)
- Alejo Fernández (1946)
- Velázquez: como compuso sus principales cuadros (1947)
- Historias del arte (1953)
- Velázquez (1960)
- Cuarenta dibujos españoles (1966)
- Pintura madrileña. Primer tercio del siglo XVII (1969)
- Pintura del siglo XVII (1971)
- Historia de la pintura española. Escuela toledana de la primera mitad del siglo XVII (1972)